# Manuel Gamio
Manuel Gamio Martínez (Ciudad de México, 2 de marzo de 1883- Ib., 16 de julio de 1960) fue un antropólogo y arqueólogo e indigenista mexicano, reconocido en varias ocasiones como el padre de la antropología moderna en su país.

## Biografía
Manuel Gamio nació en una familia numerosa de la colonia San Cosme. Su padre, Gabriel Gamio, era encargado de unas minas en Temascaltepec, además de ser propietario de un rancho y una fábrica de cigarros. Marina Martínez, su madre, muere a los 33 años tras una epidemia de fiebre tifoidea en la capital. En su infancia estudia en el Liceo Fournier y el Colegio Colón.
Recibe su educación media superior en plena época porfirista, en la Escuela Nacional Preparatoria de San Ildefonso. Al término de este periodo, en 1903, entra al Palacio de Minería para estudiar ingeniería por deseo de su padre. Entretanto, consigue un puesto como profesor ayudante en la Escuela Nocturna 5. Gamio desiste a los pocos años de la carrera y es llevado junto a sus hermanos a la finca hulera Santo Domingo, en Veracruz. La toma de contacto con la realidad de los habitantes de la región, en su mayoría indígenas nahuas, forjará su vocación por los estudios antropológicos.
Al regreso de la finca, Manuel Gamio ingresa al Museo Nacional como alumno y profesor auxiliar. Ahí cursará temas relacionados con la antropología y los estudios étnicos de la mano de los profesores Nicolás León Calderón, José Juan Tablada y Jesús Galindo y Villa, estudiosos del periodo prehispánico. Una de sus primeras publicaciones es editada por el Museo Nacional, acerca de los trabajos arqueológicos en Chalchihuites, Zacatecas. En esta institución también es formado por la arqueóloga estadounidense Zelia Nuttall quien le anima a seguir sus estudios en la Universidad de Columbia.

En 1909, consigue una beca para sus estudios en el extranjero y zarpa desde el puerto de Veracruz hacia los Estados Unidos. En la institución de Columbia, Gamio fue alumno de Franz Boas, fundador del Departamento de Antropología de la Universidad de Columbia, de quien adoptó el enfoque culturalista característico de la antropología estadounidense de principios del siglo XX. Al inicio de la Revolución Mexicana, trabajó entre 1912 y 1916 en la Inspección General de Monumentos Arqueológicos. En 1911, formó parte del grupo que fundó la Escuela Internacional de Arqueología y Etnología Americana, con sede en la Ciudad de México. La escuela vio pasar, entre otras personalidades, a Eduard Georg Seler, Alfred M. Tozzer y al mismo Boas, que consideraba a Gamio como uno de sus mejores estudiantes. Gamio ocupó la dirección de esta escuela entre 1916 y 1920, cuando cerró por falta de recursos económicos.
Cuando en 1914 empezó las excavaciones en la esquina de Seminario y Guatemala, en la ciudad de México, insistió en que a diferencia de lo que otros pensaban, las ruinas descubiertas pertenecían al Templo Mayor. Y tenía razón.
Gamio participó en la exploración de San Miguel Amantla, en Azcapotzalco, en 1914. Esta exploración fue la primera en utilizar excavaciones estratigráficas en México. En 1917, consiguió la creación de la Dirección de Antropología. En sintonía con el pensamiento de Gamio, esta dirección buscaba investigar científicamente y de forma integral los problemas sociales y culturales de la población indígena, idea que plasmaría en otras publicaciones y proyectos.

### Forjando patria
En 1916, Gamio publicó el célebre libro Forjando patria, un tratado donde plasma su propuesta de integración (asimilación cultural) de los indígenas mexicanos a la sociedad mestiza mexicana.
En esta obra, Gamio aceptó en gran medida la tesis evolucionista de los liberales, quienes pensaban que el proceso de mestizaje integraría social, económica y políticamente al indígena, al mismo tiempo que aceptaba la asunción de que este último era la causa del atraso nacional. Según, las deformaciones y estancamientos sociales eran susceptibles de ser resueltos por la antropología. Escribe Gamio:

Es axiomático que la antropología en su verdadero, amplio concepto, debe ser el conocimiento básico para el desempeño del buen gobierno, ya que por medio de ella se conoce a la población que es la materia prima con que se gobierna y para quien se gobierna. Por medio de la antropología se caracterizan la naturaleza abstracta y la física de los hombres y de los pueblos y se deducen los medios apropiados para facilitarles un desarrollo evolutivo normal.

Forjando patria fue muy rechazada en su tiempo, al contradecir la corriente positivista dominante en la escena historiográfica mexicana, pero es de reconocer que tiempo después su obra fuese considerada precursora del nacionalismo mexicano moderno, así como precursora de la etnografía moderna en México.

### La población del valle de Teotihuacán
Unos años antes, entre 1913 y 1916, Gamio había ocupado el cargo de inspector general de Monumentos Arqueológicos de la Secretaría de Educación Pública. En 1917 fundó la Dirección de Antropología en la Secretaría de Agricultura y Fomento. Realizó investigaciones de campo en varios puntos del valle de México. El libro La población del valle de Teotihuacán, que vio la luz en el año de 1922, es fruto de esas investigaciones y a la fecha sigue siendo una fuente importante de información etnográfica de esa zona en el norte del estado de México. En este libro formula su teoría sobre la investigación integral, hecho novedoso para su época, donde propone estudiar a los grupos indígenas en su medio físico y no solamente dentro de su sociedad; también analiza su evolución histórica desde épocas pasadas hasta la actualidad y, por último, derivado de este estudio, genera una política de mejoramiento de los grupos estudiados, de donde parte una de sus principales aportaciones. Gamio defendía esta postura ya que refería que el pasado influye en el porvenir y sólo conociéndolo se podría ayudar a la gente. Aparte de esta postura holística, también propugnaba por recurrir a diversos especialistas para llevar a cabo dicho estudio, abarcando áreas como lingüística, antropología física, antropología social, sociología, etc. Su trabajo constituyó un gran aporte tanto antropológico como arqueológico, ya que realizó excavaciones en la zona de Teotihuacán.
Durante los años del gran proyecto antropológico y arqueológico de Gamio, además del personal estable en el sitio, había jóvenes mexicanos y de todo el mundo que se acercaron y participaron de diversas maneras. El escultor y pintor guatemalteco Rafael Yela Günther fue uno de ellos y colaboró con Gamio entre 1921 y 1925; en Teotihuacán, Günther trabajó en diversas tareas y se dedicó al gran proyecto del Auditorio, a producir los murales que decorarían el museo reordenado y a realizar la escultura del «Tríptico de la Raza».

### Exilio
En 1926, al asumir la presidencia de la República, el general  Plutarco Elías Calles invitó a Gamio a formar parte de su gobierno como subsecretario de Educación Pública, cuyo titular era José Manuel Puig Casauranc. En los primeros meses del cargo, Gamio identificó prácticas corruptas en la adquisición de mobiliario escolar e intentó corregirlas, pero se enfrentó a la protección presidencial de los involucrados. Entonces, denunció en varios periódicos los abusos cometidos en la Secretaría y renunció al cargo y a los proyectos de estudio de nuevas regiones. Para evitar represalias, y acusado de  estar sobornando a sus superiores, salió de México hacia Nueva York e inició un estudio pionero sobre la migración de mexicanos a Estados Unidos y sobre las condiciones de vida de dichos emigrantes en aquel país. Luego, gracias a contactos de Yela –a quien se había llevado como secretario privado–, se trasladó a la Ciudad de Guatemala para excavar las ruinas de Kaminal Juyú. En esa ciudad maya, hicieron una serie de pozos estratigráficos que sirvieron a Alfred Kidder para comenzar a excavar en forma sistemática al año siguiente.
De 1927 a 1930 residieron en los Estados Unidos, en donde trabajaron con Edgar Lee Hewett, reconocido arqueólogo estadounidense que ya había trabajado en el sitio arqueológico de Quiriguá en Guatemala entre 1910 y 1913 y que había sido maestro de otros famosos arqueólogos como Sylvanus Morley y Kidder. En 1930, Yela regresó a México como agregado cultural en la embajada guatemalteca.
Durante la parte final del régimen de Calles, Gamio participó en la Comisión Organizadora del Consejo Nacional de Agricultura.

### Participación durante el Cardenismo
Durante el sexenio presidencial de Lázaro Cárdenas, Manuel Gamio fungió como uno de los vocales del Instituto de Orientación Socialista y como asesor del proyecto educativo cardenista. Esa experiencia lo llevaría a escribir una serie de ensayos que publicaría en el libro Hacia un México nuevo. En dicho texto, Gamio recalcó la importancia de conocer los antecedentes, las características y el funcionamiento de la población.
A lo largo de su vida, Gamio emprendió y apoyó otros proyectos de carácter regional: como director del Instituto lndigenista Interamericano impulsó un programa de estudio y erradicación de la oncocercosis en una región fronteriza entre México y Guatemala y, a partir de 1952, también coordinó el plan piloto de desarrollo para el Valle del Mezquital, donde había realizado estudios desde 1933.

## Muerte y legado
Manuel Gamio murió el 16 de julio de 1960 en Ciudad de México.
En 1978, el Instituto Nacional Indigenista instaura de manera póstuma la medalla Manuel Gamio al Mérito Indigenista, otorgada a investigadores o trabajadores sociales que hayan realizado "acciones relevantes, permanentes y desinteresadas, encaminadas al mejoramiento de las condiciones de vida de los grupos indígenas en México, así como el esclarecimiento y la defensa de sus derechos". Durante el periodo en que fue otorgada, personalidades como Gonzalo Aguirre Beltrán, Fernando Benítez, Miguel León-Portilla, Rosario Castellanos y Juan Rulfo, entre otros, recibieron el reconocimiento en una ceremonia anual.

## Obras
- Forjando patria (1916)
- La población del valle de Teotihuacán (1922)
- El inmigrante mexicano (1930)
- Hacia un México nuevo. Problemas sociales (1935)
- Consideraciones sobre el problema indígena (1948)